# (25593) Camillejordan
(25593) Camillejordan est un astéroïde de la ceinture principale.

## Description
(25593) Camillejordan est un astéroïde de la ceinture principale. Il fut découvert par Paul G. Comba le 14 décembre 1999 à Prescott. Il présente une orbite caractérisée par un demi-grand axe de 3,019 UA, une excentricité de 0,039 et une inclinaison de 9,18° par rapport à l'écliptique.
Il fut nommé d'après le mathématicien français Camille Jordan (1838-1922).

## Compléments